# 平野孝世
平野 孝世（ひらの こうせい、1999年8月20日 - ）は、日本の俳優。京都府出身。キリンプロ所属。

## 出演作品

### テレビ
- 土曜ドラマ「新・人間交差点」（NHK） - 光太郎（幼少） 役
- ドラマコンプレックス「ヘレンときよしの物語」西川傑志役・阿川佐和子、西川きよしたちと共演（日本テレビ）
- ドラマ30「デザイナー」（MBS）
- 金曜エンタテイメント「奥様は警視総監2」橘勇気役（フジテレビ）
- 「天下騒乱〜徳川三代の陰謀」（テレビ大阪）
- おみやさん5（テレビ朝日）
- 新春ドラマスペシャル2007「白虎隊」武三郎役（テレビ朝日）
- 子連れ狼-完結篇-（テレビ朝日）
- スタぴか（YTV）

### コマーシャル
- アートコーポレーション
- NTTドコモ企業
- 大阪ガス
- 倉敷自動車教習所
- ダスキン
- 日清食品
- マイカルサティ
- 丸大食品

### 映画
- 「ヒョンジェ」純役
- 「花よりもなほ」（松竹）

### スチール
- 髙島屋
- 神戸専門店街「パティオ」
- マイカル
- ユニバーサルスタジオジャパン
- パーティハウス
- 講談社「テレビマガジン」
- イズミヤ

### ビデオ
- 松下電器